# Schipperke

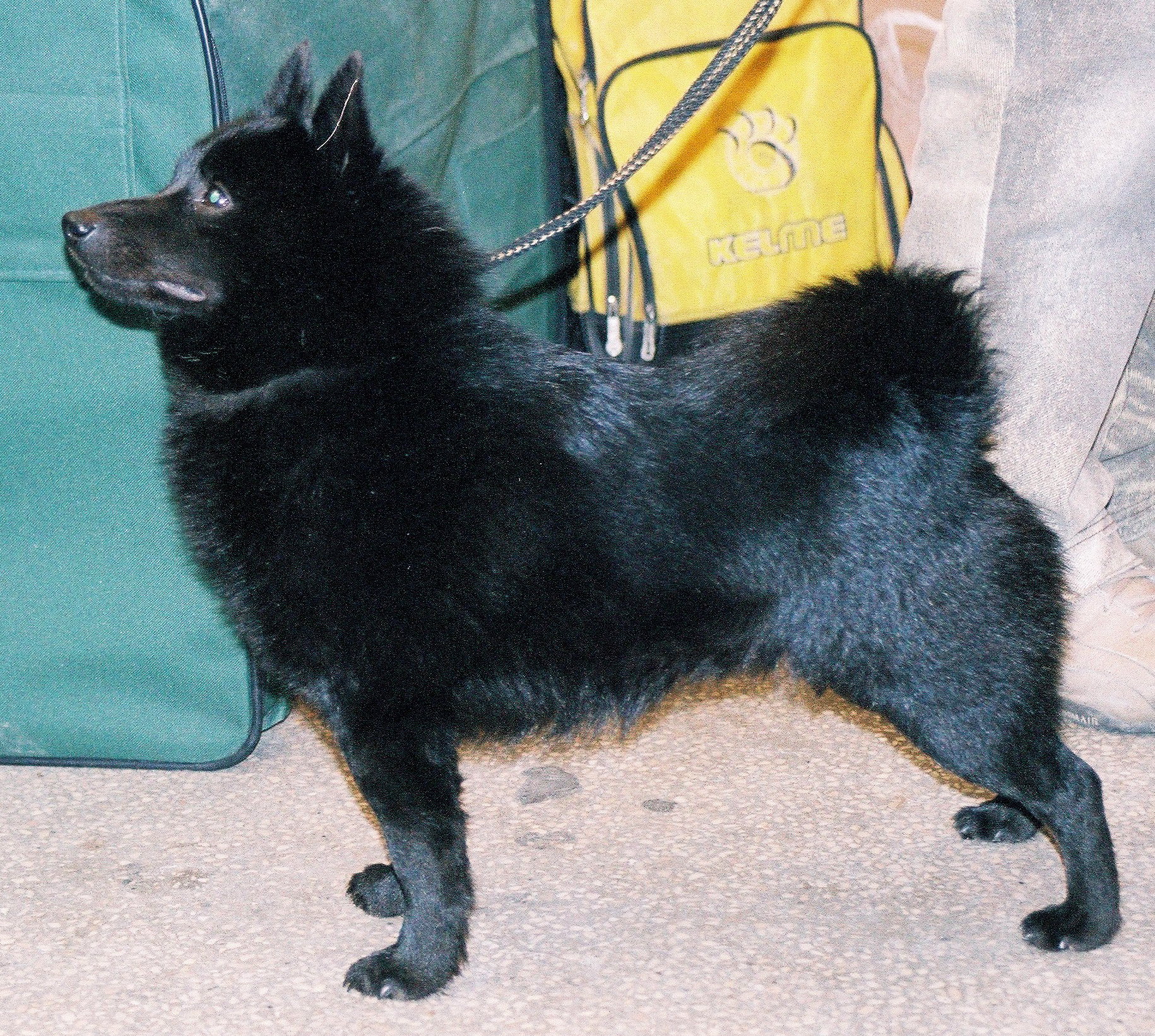
Schipperke

El schipperke és una raça de gos originada a Flandes i va ser utilitzada com a guàrdia en les barcasses. Els schipperke ("petit capità") són descendents del Leauvenaar, el qual també va donar origen al pastor belga. Són gossos petits i rabassuts amb un pelatge dens i amb un cap de guineu i sense cua. Els mascles mesuren entre 28 i 33 cm i les femelles entre 25 i 28cm. Habitualment, pesen entre 5.5 i 7.5kg. Tenen una alegre i inquisitiva expressió sent generalment resistents i enèrgics, hàbils caçadors i bons gossos guardians.